# HOTEL星取テラスせきがね
HOTEL星取テラスせきがね（ホテルほしとりテラスせきがね）は、鳥取県倉吉市の関金温泉にある市有の宿泊施設。旧国民宿舎グリーンスコーレせきがねをリニューアルした施設である。市は指定管理者制度を導入しており、2025年（令和7年）4月26日に開業することとなった。

## 概要
倉吉市にある運送業の流通株式会社が市の指定管理者となっている。北館（13部屋）と南館（17部屋）から構成される。
北館は3階にユニバーサルデザイン特別室（定員6人1室、定員4人8室）、レストラン、情報コーナーがある。また、2階にワンちゃん泊ルーム（定員4人、4室）、フロント、売店、ロビーがある。
南館は5階に電子レンジ付特別和室（定員8人1室）、電子レンジ付和室（定員6人6室）がある。また、4階に特別和室（定員8人1室）、一般和室（定員6人6室）、屋上テラスがある。このほか1階にグループ和室（定員4人1室）、グループ和室（定員8人2室）、BBQテラス、ドッグランがある。
なお、北館（3階）と南館（5階）は、それぞれユニバーサルデザインを採用した地上2階地下1階の新館と2025年夏ごろまでリニューアルオープンする地上4階地下1階の旧館の二つの建物にあたる。

## 歴史
- 1968年（昭和43年） - 国民宿舎せきがね荘として完成[3]。
- 2007年（平成19年） - 指定管理者として株式会社レパストに委託[3]。
- 2025年（令和7年）4月26日 - HOTEL星取テラスせきがねとしてリニューアルオープン[1]。